# Lucas Matzerath
Lucas Joachim Matzerath (Weinheim, 3 de mayo de 2000) es un deportista alemán que compite en natación, especialista en el estilo braza. Ganó una medalla de bronce en el Campeonato Europeo de Natación de 2022, en la prueba de 50 m braza.

## Palmarés internacional
| Campeonato Europeo | Campeonato Europeo | Campeonato Europeo | Campeonato Europeo |
| Año                | Lugar              | Medalla            | Prueba             |
| ------------------ | ------------------ | ------------------ | ------------------ |
| 2022               | Roma (Italia)      | Medalla de bronce  | 50 m braza         |